# Blåskär
Blåskär är en grupp skär i Brändö kommun på Åland (Finland). Det ligger i Skärgårdshavet och i kommunen Brändö i den ekonomiska regionen  Åland i landskapet Åland, i den sydvästra delen av landet. Ön ligger omkring 59 kilometer öster om Mariehamn och omkring 220 kilometer väster om Helsingfors. De ligger i den sydligaste delen av kommunen. Öns area är 4 hektar och dess största längd är 330 meter i sydöst-nordvästlig riktning.
Blåskärsarkipelagen består av skären Norrlandet, Höglandet, Blåskäret, Sältingskläppen, Låglandet och Södörskobben. Alla utom Södörskobben ingår i Blåskären-Salungarna-Stora Bredgrundet naturreservat. Naturreservatet som inrättades 1980 består av 296 ha vatten och 38 ha land varav ungefär en tredjedel utgörs av Blåskär och resten av Salungarna och Stora Bredgrund som ligger längre norrut.
Blåskär har Alskär och Söderlandet i norr, Nölstö och Jungfruskär i Houtskär i sydöst, Sparven i söder och Östra Vidskär i Kumlinge i väster.